# Dom Zwierzyniecki
Dom Zwierzyniecki (dawniej Zwierzyniecki Salon Artystyczny) – nieczynny oddział Muzeum Krakowa mieszczący się przy ulicy Królowej Jadwigi 41 na krakowskim  Zwierzyńcu, u podnóża Góry św. Bronisławy, w pobliżu  klasztoru ss. Norbertanek,  kościoła Najświętszego Salwatora i  kopca Kościuszki. Zajmuje się głównie  mikrohistorią, bada i dokumentuje zmiany, jakie zaszły na terenach dawnych  przedmieść  Krakowa od chwili ich włączenia do miasta, organizuje wystawy czasowe poświęcone dziejom krakowskich przedmieść, krakowskim zwyczajom oraz wybitnym przedstawicielom lokalnej społeczności. Stałym mieszkańcem i opiekunem Domu Zwierzynieckiego jest czarny kot Włodek.
Siedziba oddziału to typowa przedmiejska kamienica z przełomu XIX i XX wieku. Zbudowana została przez zwierzynieckiego murarza Jana Florczyka. Od lipca do sierpnia 1912 roku w mieszkaniu na piętrze zamieszkiwał wraz z rodziną rosyjski rewolucjonista Włodzimierz Ulianow, bardziej znany jako  Lenin. Dla upamiętnienia tego faktu w 1970 roku otwarto tu ekspozycję Pierwsze mieszkanie Lenina w Krakowie. Od 1980 roku budynek był własnością Muzeum Lenina w Krakowie i funkcjonował jako jego filia, gdzie obok wystawy stałej (mieszkania Lenina) prezentowane były wystawy czasowe dotyczące ruchu robotniczego i rewolucji proletariackiej. W 1990 roku po zlikwidowaniu Muzeum Lenina budynek został przekazany Muzeum Krakowa. Początkowo obiekt pełnił funkcję magazynu muzealnego, a w latach 1991-1996 część sal wykorzystywał Teatr  Ewy Demarczyk. W 1996 roku w wyniku porozumienia między Muzeum a Radą  Dzielnicy VII Zwierzyniec i działającym pod jej opieką Zwierzynieckim Kołem Przyjaciół Sztuk Wszelkich, założonym przez krakowską malarkę  Halinę Cieślińską-Brzeską, powstał tu Zwierzyniecki Salon Artystyczny, oddział Muzeum Krakowa. Oddział we współpracy z Kołem Przyjaciół organizował wystawy czasowe, na których prezentowano malarstwo, grafikę i rzeźbę miejscowych artystów. W 2009 roku zmieniono formułę działania oddziału, zrezygnowano z wystaw artystycznych na rzecz wystaw prezentujących historię Zwierzyńca. Od 2014 roku oddział nosi nazwę Dom Zwierzyniecki. 
Wystawa stała prezentuje wnętrze mieszkania na przedmieściu Krakowa na początku XX wieku. Wystawy czasowe opowiadają o historii krakowskich przedmieść, dawnych tradycjach i specyficznym folklorze miejskim. Oddział organizuje spotkania i wykłady historyczne oraz zajęcia edukacyjne dla dzieci. Cyklicznie organizuje wydarzenia kulturalne związane z przedmiejskimi tradycjami: wielkanocny Przystanek Emaus, podczas którego organizowany jest konkurs na najpiękniejsze drzewko emausowe, w  oktawę  Bożego Ciała spotkanie z  Lajkonikiem – Konikiem Zwierzynieckim oraz wspólne kolędowanie przy choince ubranej w zabawki wykonane przez dzieci. Dom Zwierzyniecki pełni również rolę punktu informacji o Zwierzyńcu, gdzie można nabyć przewodniki, pamiątki oraz literaturę dotyczącą historii krakowskich przedmieść wydawanych nakładem Muzeum Krakowa. 

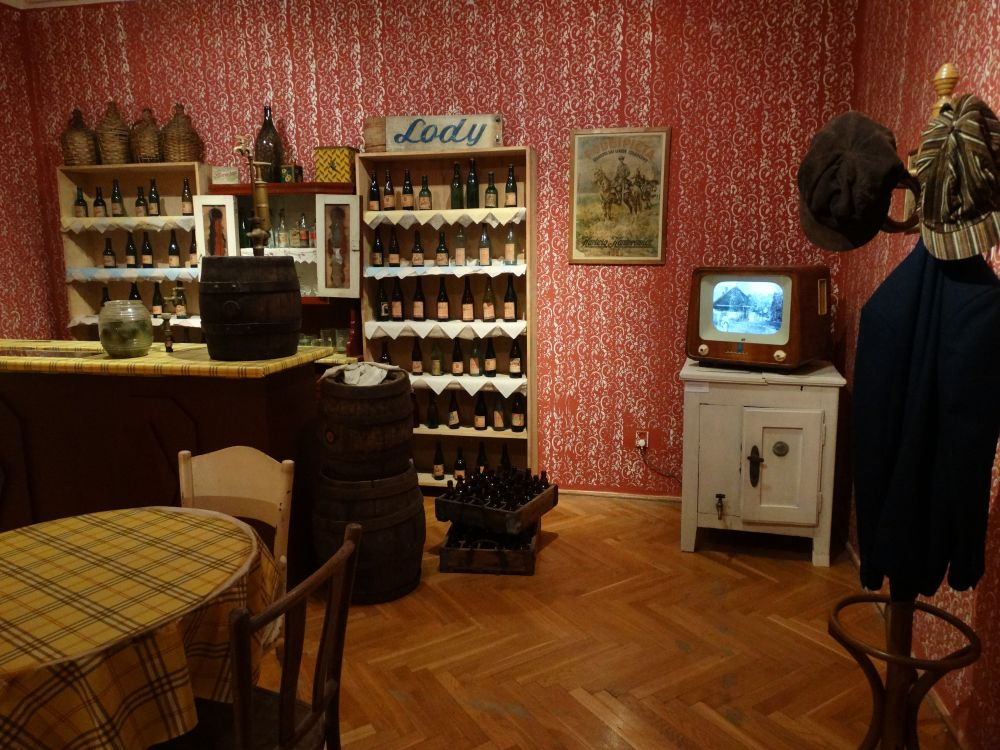
Fragment wystawy "Andrusy, kindry, agary..."